# Újszállás
Újszállás (szlovákul: Nový Salaš) község Szlovákiában, a Kassai kerület Kassa-környéki járásában.

## Fekvése
Kassától 24 km-re délkeletre, a Sóvári-hegység déli részén, a Trebelja-patak völgyében fekszik.

## Története
Első írásos említése 1330-ban történt, Nagyszalánc várának uradalmához tartozott. 1630-ban mindössze negyed portáig adózott, lakói jobbágyok és zsellérek voltak. A 18. században a Forgách család birtoka. 1715-ben egy jobbágytelke volt. 1772-ben 10 jobbágytelket számoltak. 1828-ban 32 házában 248 lakos élt. Lakói mezőgazdasággal, pásztorkodással foglalkoztak, valamint a közeli üveggyárban dolgoztak.
Fényes Elek szerint: „Uj-Szállás, tót falu, Abauj vmegyében, Regete-Ruszkához 2 órányira: 218 r., 29 g. kath. lak. F. u. gr. Forgách.”
1900 és 1910 között sok lakója kivándorolt a tengerentúlra. Abaúj-Torna vármegye monográfiája szerint: „E községtől [Kalsa] nyugatra esik Ujszállás 213 tót lakossal. Az utóbbi négy községnek posta- és táviró-állomása Nagy-Szaláncz.”
A trianoni diktátumig Abaúj-Torna vármegye Füzéri járásához tartozott.

## Népessége
| Év:            | 1994. | 2004.    | 2014.   | 2024.    |
| -------------- | ----- | -------- | ------- | -------- |
| Emberek száma: | 222   | 197      | 210     | 256      |
| Eltérés:       |       | -11,26 % | +6,59 % | +21,90 % |

| Év:            | 2023. | 2024.   |
| -------------- | ----- | ------- |
| Emberek száma: | 246   | 256     |
| Eltérés:       |       | +4,06 % |

1910-ben 193, túlnyomórészt szlovák lakosa volt.
2001-ben 203 lakosából 202 szlovák volt.
2011-ben 212 lakosából 207 szlovák.

## Nevezetességei
Urunk Mennybemenetele tiszteletére szentelt, római katolikus temploma 1932-ben épült, Nagyszalánc filiája.